# I the Mighty
I the Mighty is een Amerikaanse experimentele rockband afkomstig uit San Francisco, Californië. De band werd in 2007 opgericht door Brent Walsh, Ian Pedigo, Chris Hinkley en Blake Dahlinger en mixt invloeden uit metal, posthardcore en emo.
Op 23 juli 2020 werd Walsh beschuldigd van een aanranding die in 2015 had plaatsgevonden door een toentertijd 19-jarige vrouw. Dahlinger verliet hierop de band, waarna de rest besloot een pauze in te lassen voor onbepaalde tijd. Sinds 2007 heeft de band vier albums uitgebracht.

## Bezetting
- Brent Walsh – leidende zang, gitaar (2007–heden)
- Ian Pedigo – gitaar, achtergrondzang (2007–heden)
- Chris Hinkley – bas, achtergrondzang (2008–heden)
- Blake Dahlinger – drums, percussie (2008–heden)

## Discografie
Albums
- 2010 - We Speak
- 2013 - Satori
- 2015 - Connector
- 2017 - Where the Mind Wants to Go / Where You Let It Go

Ep's
- 2008 - I the Mighty
- 2010 - Hearts and Spades
- 2012 - Karma Never Sleeps
- 2016 - Oil in Water